# Григоровка (Бахмачский район)
Гри́горовка (укр. Гри́горівка) — село, расположенное на территории Бахмачского района Черниговской области (Украина).

## География
Располагается в 21 км от районного центра. В селе – одноименная железнодорожная станция на линии «Бахмач – Ромодан». Расположено на реке Басанка.

## История
Село основано в 1700 году на земле Прилуцкого полка Гетьмана.